# Statsministeromröstningen i Sverige 24 november 2021
Statsministeromröstningen 24 november 2021, eller Superonsdagen som händelsen kallades i de flesta svenska medier (det inträffade en onsdag), var en omröstning i Sveriges riksdag där Magdalena Andersson valdes till statsminister och skulle bilda regering med Miljöpartiet. Innan regeringen hann bildas valde Miljöpartiet att hoppa av och Magdalena Andersson valde att be talmannen om att entledigas från uppdraget eftersom förutsättningarna för omröstningen ändrats. Hon menade att eftersom en koalitionsregering skulle ha avgått om ett regeringsparti hoppar av borde det gälla även en statsminister som inte tillträtt. Hennes begäran om entledigande accepterades av talmannen.
Regeringen var tänkt att tillträda den 26 november 2021 vid en skifteskonselj och skulle då blivit regeringen Löfven III efterträdare och Magdalena Andersson skulle blivit Sveriges första kvinnliga statsminister.
Dagen för statsminister- och budgetomröstningen har kallats för superonsdagen.
Efter en ny omröstning den 29 november för en enpartiregering ledd av Magdalena Andersson, tillträdde regeringen Andersson den 30 november 2021.

## Bakgrund
Magdalena Andersson valdes till ny partiledare för Socialdemokraterna den 4 november 2021 efter att Stefan Löfven meddelat sin avgång under sitt sommartal. Stefan Löfven hade innan talet, under regeringskrisen i Sverige 2021, själv varit med om en omröstning som upplöste januariavtalet med bland annat Centerpartiet. Centern förklarade då att de inte självklart skulle stöda socialdemokraternas budget under hösten, vilket varit en del av januariavtalet. Senare på hösten, 10 november, lämnade Stefan Löfven in sitt entledigande och talmannen entledigade samtliga statsråd och regeringen Löfven III blev en övergångsregering. Dagen för statsministeromröstningen sattes till 24 november, vilket var samma dag som det skulle vara en budgetomröstning och Moderaterna, Kristdemokraterna och Sverigedemokraterna hade lagt ett motförslag till budgeten. Regeringen är tvungen att regera på den budget som väljs vid budgetomröstningen. Omröstningsdagen kom därför att kallas "superonsdagen i Sverige", med anspelning på den återkommande supertisdagen i USA:s primärval.

## Omröstningen
Riksdagen röstade den 24 november 2021 ja till talmannens förslag att välja Magdalena Andersson som ny statsminister under premisserna att Socialdemokraterna och Miljöpartiet skulle bilda en koalitionsregering. Röstsiffrorna var 117 för, 174 emot, 57 avstod och en var frånvarande. För prövning av förslag till statsminister gäller negativ parlamentarism, vilket innebär att förslaget godkändes eftersom färre än hälften av riksdagens ledamöter röstar emot förslaget. Enligt talmannens planering skulle regeringen Andersson sedan ha tillträtt den 26 november 2021, under en skifteskonselj med kungen på slottet.
| 100 |
| --- |
| Ann-Christin Ahlberg Sofia Amloh Daniel Andersson Johan Andersson Denis Begic Patrik Björck Heléne Björklund Yasmine Bladelius Marlene Burwick Johan Büser Clas-Göran Carlsson Gunilla Carlsson Teresa Carvalho Mikael Dahlqvist Adnan Dibrani Hans Ekström Jamal El-Haj Patrik Engström Åsa Eriksson Erik Ezelius Kenneth G. Forslund Isak From Marianne Fundahn Marie Granlund Elin Gustafsson Roza Güclü Hedin Monica Haider Abraham Halef Thomas Hammarberg Johanna Haraldsson Jörgen Hellman Caroline Helmersson Olsson Hans Hoff Paula Holmqvist Per-Arne Håkansson Eva-Lena Jansson Anna Johansson Mattias Jonsson Joakim Järrebring Ida Karkiainen Annelie Karlsson Åsa Karlsson Niklas Karlsson Sultan Kayhan Tomas Kronståhl Serkan Köse Diana Laitinen Carlsson Gustaf Lantz Dag Larsson Lars Mejern Larsson Malin Larsson Rikard Larsson Sanne Lennström Kristoffer Lindberg Teres Lindberg Åsa Lindestam Eva Lindh Elin Lundgren Fredrik Lundh Sammeli Petter Löberg Johan Löfstrand Magnus Manhammar Ola Möller Laila Naraghi Pyry Niemi Jennie Nilsson Kristina Nilsson Pia Nilsson Ingela Nylund Watz Leif Nysmed Carina Ohlsson Solange Olame Bayibsa Kalle Olsson Jasenko Omanović Mattias Ottosson Björn Petersson Helén Pettersson Lawen Redar Azadeh Rojhan Gustafsson Joakim Sandell Markus Selin Linus Sköld Annika Strandhäll Anna-Belle Strömberg Maria Strömkvist Gunilla Svantorp Anna-Caren Sätherberg Mathias Tegnér Olle Thorell Emilia Töyrä Mattias Vepsä Anna Vikström Anna Wallentheim Hanna Westerén Åsa Westlund Björn Wiechel Mats Wiking Carina Ödebrink Paula Örn Anders Österberg |

| 70 |
| --- |
| Ann-Sofie Alm Jan R. Andersson Alexandra Anstrell Kristina Axén Olin Hanif Bali Lars Beckman Sten Bergheden Jörgen Berglund Tobias Billström Elisabeth Björnsdotter Rahm Carl-Oskar Bohlin Helena Bouveng Katarina Brännström Margareta Cederfelt Åsa Coenraads Mikael Damsgaard Ida Drougge John Weinerhall Annicka Engblom Karin Enström Jan Ericson Johan Forssell Mats Green Ann-Charlotte Hammar Johnsson Anders Hansson Åsa Hartzell Ulrika Heindorff Lars Hjälmered Johan Hultberg Marie-Louise Hänel Sandström Kjell Jansson Lars Jilmstad Pål Jonson Ellen Juntti Ulrika Jörgensen Arin Karapet Mattias Karlsson Ulrika Karlsson Ulf Kristersson Ann-Sofie Lifvenhage Marléne Lund Kopparklint Betty Malmberg Maria Malmer Stenergard Josefin Malmqvist Noria Manouchi Louise Meijer Lotta Olsson Erik Ottoson Lars Püss Saila Quicklund Edward Riedl Jessica Rosencrantz Jessika Roswall Hans Rothenberg Magdalena Schröder Fredrik Schulte Maria Stockhaus Helena Storckenfeldt Magnus Stuart Elisabeth Svantesson Cecilie Tenfjord-Toftby Hans Wallmark Camilla Waltersson Grönvall Sofia Westergren Cecilia Widegren John Widegren Niklas Wykman Viktor Wärnick Boriana Åberg Ann-Britt Åsebol |

| 62 |
| --- |
| Jonas Andersson Lars Andersson Tobias Andersson Clara Aranda Ludvig Aspling Angelika Bengtsson Bo Broman Mattias Bäckström Johansson Alexander Christiansson Dennis Dioukarev Staffan Eklöf Aron Emilsson Matheus Enholm Yasmine Eriksson Mikael Eskilandersson Runar Filper Josef Fransson Ann-Christine From Utterstedt Jörgen Grubb Roger Hedlund Ebba Hermansson Richard Jomshof Patrik Jönsson Mattias Karlsson Martin Kinnunen Julia Kronlid Fredrik Lindahl Linda Lindberg Angelica Lundberg David Lång Adam Marttinen Thomas Morell Christina Nilsson Mats Nordberg Caroline Nordengrip Katja Nyberg Anne Oskarsson Eric Palmqvist David Perez Magnus Persson Stefan Plath Charlotte Quensel Per Ramhorn Patrick Reslow Roger Richthoff Michael Rubbestad Oscar Sjöstedt Johnny Skalin Robert Stenkvist Mikael Strandman Jimmy Ståhl Carina Herrstedt Cassandra Sundin Sven-Olof Sällström Björn Söder Per Söderlund Christina Tapper Östberg Henrik Vinge Eric Westroth Jennie Åfeldt Jimmie Åkesson |

| 31 |
| --- |
| Alireza Akhondi Malin Björk Daniel Bäckström Jonny Cato Fredrik Christensson Catarina Deremar Magnus Ek Johan Hedin Ulrika Heie Peter Helander Martina Johansson Ola Johansson Mikael Larsson Helena Lindahl Kerstin Lundgren Annie Lööf Aphram Melki Linda Modig Sofia Nilsson Rickard Nordin Niels Paarup-Petersen Annika Qarlsson Per Schöldberg Anne-Li Sjölund Lars Thomsson Helena Vilhelmsson Anders W. Jonsson Kristina Yngwe Martin Ådahl Anders Åkesson Per Åsling |

| 26 |
| --- |
| Ulla Andersson Nooshi Dadgostar Lorena Delgado Varas Ali Esbati Ida Gabrielsson Hanna Gunnarsson Tony Haddou Jens Holm Christina Höj Larsen Momodou Jallow Lotta Johnsson Fornarve Maj Karlsson Birger Lahti Gudrun Nordborg Yasmine Posio Daniel Riazat Karin Rågsjö Elin Segerlind Mia Sydow Mölleby Ilona Szatmári Waldau Jon Thorbjörnson Jessica Thunander Vasiliki Tsouplaki Ciczie Weidby Linda Westerlund Snecker Jessica Wetterling |

| 1                |
| ---------------- |
| Håkan Svenneling |

| 22 |
| --- |
| Lars Adaktusson Michael Anefur Acko Ankarberg Johansson Camilla Brodin Gudrun Brunegård Ebba Busch Andreas Carlson Sofia Damm Hans Eklind Jakob Forssmed Hampus Hagman Robert Halef Magnus Jacobsson Ingemar Kihlström Ulf Lönnberg Magnus Oscarsson Mikael Oscarsson Kjell-Arne Ottosson Tuve Skånberg Pia Steensland Larry Söder Roland Utbult |

| 20 |
| --- |
| Tina Acketoft Gulan Avci Juno Blom Malin Danielsson Bengt Eliasson Joar Forssell Helena Gellerman Roger Haddad Robert Hannah Nina Lundström Fredrik Malm Maria Nilsson Lina Nordquist Christer Nylander Jakob Olofsgård Johan Pehrson Mats Persson Arman Teimouri Barbro Westerholm Allan Widman |

| 16 |
| --- |
| Leila Ali Elmi Nicklas Attefjord Mats Berglund Elisabeth Falkhaven Margareta Fransson Maria Gardfjell Axel Hallberg Camilla Hansén Annika Hirvonen Emma Hult Rasmus Ling Amanda Palmstierna Anna Sibinska Karolina Skog Pernilla Stålhammar Lorentz Tovatt |

| 1                |
| ---------------- |
| Amineh Kakabaveh |

## Efterspel
Särskilt mycket uppmärksamhet väckte att Sverige valt sin första kvinnliga statsminister, och att det var hundra år efter att kvinnor första gången fick rösta i allmänna val och kunde röstas in i riksdagen.
Efter att riksdagen senare samma dag röstade för Moderaternas, Kristdemokraternas och Sverigedemokraternas budgetförslag valde Miljöpartiet att avstå från att ingå i en ny gemensam regering. De menade att de inte kunde delta i en regering som gav Sverigedemokraterna inflytande.Magdalena Andersson därför att begära sitt entledigande och öppna för en ny statsministeromröstning för att försäkra att hon fortfarande åtnjöt riksdagens förtroende. Andersson uttryckte samma dag att hon skulle söka mandat för enpartiregering bestående av bara Socialdemokraterna.
Den nya omröstningen ägde rum den 29 november 2021, Magdalena Andersson valdes på nytt till statsminister och bildade Regeringen Andersson, som tillträdde 30 november 2021.